# 草木子
『草木子』（そうもくし）は、14世紀に成立した明代の葉子奇による著作。

## 概要
著者の葉子奇は元末に宋濂・劉基と並び称された学者であった。このころ、戦国時代の諸子百家をモデルに架空の人物に仮託して語らせるというスタイルの書籍が流行しており、『草木子』は宋濂の『龍門子凝道記』・劉基の『郁離子』・蘇伯衡の『空同子瞽説』などとともにその代表例として挙げられる。
葉子奇は宋濂・劉基らに比べ明朝で重用されず、更に1378年（洪武11年）2月にはとある事件に連座して投獄されてしまった。この時獄中にて書き上げられたのが『草木子』であり、獄中から出ることができた後、同年11月に完成した。内容は天文・律暦・医術・農業・昆虫・草木・詩文・掌故などの多岐にわたり、特に元末に起きた紅巾の乱については他にない貴重な記事が含まれると評される。
『草木子』はもと22編であったとされるが、1516年（正徳11年）に末裔の葉溥が4巻8篇に再編した刊本が現在伝わっている。その後、1543年（嘉靖22年）、万暦年間、1762年（乾隆27年）、1875年（光緒元年）にもに重刊されている。『四庫全書』にも収録されているほか、日本にも伝わって1669年（寛文9年）刊の和刻本が存在する。

## 内容
| 巻目  | 巻題   | 節目 |
| ----- | ------ | ---- |
| 巻1上 | 管窺篇 |      |
| 巻1下 | 観物篇 |      |
| 巻2上 | 原道篇 |      |
| 巻2下 | 鉤玄篇 |      |
| 巻3上 | 克謹篇 |      |
| 巻3下 | 雑制篇 |      |
| 巻4上 | 談藪篇 |      |
| 巻4下 | 雑俎篇 |      |